# Xiangcheng (Xuchang)
Xiangcheng  (en chino, 襄城; pinyin, Xiāngchéng) es un condado  bajo la administración directa de la Prefectura Xuchang en la Provincia de Henan, República Popular China.  Su área es de 913 km² y su población total para 2020 superó los 670 mil habitantes. 

## Administración
Desde octubre de 2022, el  Condado Xiangcheng  se divide en 16 pueblos que se administran en 2 subdistritos,  10 poblados y 4 villas.

## Toponimia
El topónimo Xiangcheng significa "Ciudad Xiang". Durante la dinastía Zhou el rey Xiang se refugió en este lugar durante un período de exilio. Debido a su estancia, la ciudad fue nombrada "Xiang" (襄城), en honor al monarca.